# Вербшина, Людмила Ивановна
Людмила Ивановна Вербшина (р. 1957) — работник жилищно-коммунального хозяйства. Депутат Совета Союза Верховного Совета СССР 11 созыва (1984-1989) от Красноярского края. 

## Биография
Русская. Член ВЛКСМ. 

## Награды
За активную работу по коммунистическому воспитанию молодежи, достигнутые успехи в труде награждена Знаком ЦК ВЛКСМ «Молодой гвардеец пятилетки», грамотами ГК ВЛКСМ и комитета комсомола завода.